# Can't Stop Me (canción de Afrojack)
«Can't Stop Me» es una canción del disc jockey y productor surinamés Afrojack, cuenta con la colaboración de la agrupación holandesa Shermanology.
El sencillo fue lanzado digitalmente el 2 de marzo de 2012 en los Países Bajos. En su versión original cuenta con las voces de Dorothy Shearman, y para su lanzamiento en los Estados Unidos, se realizó una versión rapeada. La canción fue escrita por Afrojack, Andy Shearman, Tearce Kizzo y Dorothy Shearman.

## Video musical
Fue dirigido por Greg Waterman y se estrenó en YouTube el 1 de mayo de 2012 con una duración de 3:22. Las partes finales del video muestran una presentación de Afrojack junto a la banda Shermanology, interpretando la canción en la discoteca XS en Las Vegas.

## Lista de canciones
| Descarga digital |                              |          |  |
| N.º              | Título                       | Duración |  |
| 1.               | «Can't Stop Me» (Radio Edit) | 3:21     |  |
| 2.               | «Can't Stop Me» (Club Mix)   | 6:25     |  |

| Estados Unidos — Sencillo en CD |                                                |          |  |
| N.º                             | Título                                         | Duración |  |
| 1.                              | «Can't Stop Me» (U.S. Radio Edit)              | 3:05     |  |
| 2.                              | «Can't Stop Me» (Afrojack & Buddha Radio Edit) | 3:34     |  |
| 3.                              | «Can't Stop Me» (Club Mix)                     | 6:22     |  |
| 4.                              | «Can't Stop Me» (Club Mix) (No Rap)            | 6:21     |  |

| Descarga digital (Remixes) |                                                  |          |  |
| N.º                        | Título                                           | Duración |  |
| 1.                         | «Can't Stop Me» (UK Radio Edit)                  | 2:55     |  |
| 2.                         | «Can't Stop Me» (Club Mix)                       | 6:26     |  |
| 3.                         | «Can't Stop Me» (Tiësto Remix)                   | 5:18     |  |
| 4.                         | «Can't Stop Me» (Kryder & Tom Staar Vocal Mix)   | 5:52     |  |
| 5.                         | «Can't Stop Me» (Logistics Mix)                  | 4:57     |  |
| 6.                         | «Can't Stop Me» (Matrix & Futurebound Vocal Mix) | 4:44     |  |
| 7.                         | «Can't Stop Me» (Paperbwoy Dubstep VIP Mix)      | 3:26     |  |
| 8.                         | «Can't Stop Me» (TS7 Radio Edit)                 | 3:00     |  |
| 9.                         | «Can't Stop Me» (R3HAB & Dyro Remix)             | 5:27     |  |

## Posición en listas
| País (2012)                                 | Mejor posición |
| ------------------------------------------- | -------------- |
| Bélgica (Flandes) (Ultratip Bubbling Under) | 75             |
| Bélgica (Valonia) (Ultratip Bubbling Under) | 24             |
| Canadá (Hot 100)                            | 81             |
| Estados Unidos (Bubbling Under Hot 100)     | 10             |
| Estados Unidos (Hot Dance Club Songs)       | 24             |
| Países Bajos (Dutch Top 40)                 | 8              |

## Historial de lanzamientos
| País           | Fecha                 | Formato                    | Discográfica                   | Ref.  |
| -------------- | --------------------- | -------------------------- | ------------------------------ | ----- |
| Países Bajos   | 2 de marzo de 2012    | Descarga digital           | Wall Recodings/Spinnin Records | [ 1 ] |
| Estados Unidos | 14 de febrero de 2012 | Descarga digital – EP      | Robbins Entertainment          | [ 5 ] |
| Estados Unidos | 24 de junio de 2012   | Descarga digital – Remixes | Robbins Entertainment          | [ 6 ] |